# 十勝河口橋
十勝河口橋（とかちかこうきょう）は北海道十勝総合振興局豊頃町大津から一級河川十勝川を渡り浦幌町打内へ至る国道336号の橋梁である。
十勝川の河口より約4 kmの場所に架橋されている。

## 建設の経過
かつての国道336号は、豊頃町大津～浦幌町豊北を結ぶ区間が十勝川によって分断されており、この区間には、国道渡船として人と自転車のみ運ぶ旅来渡船（人力）が運行されていた。このため、海岸線を通って大樹方面から浦幌方面へ出るもの、あるいはそれと逆行の場合も全て茂岩橋を回らなければならなかった。
広尾郡広尾町、大樹町、忠類村と中川郡豊頃町および十勝郡浦幌町の5町村で結成した『十勝海岸線国道建設促進期成会』（1974年4月結成）が繰り返し国に陳情してきた努力が実り架橋されることになった。
1982年3月着工。1992年12月に竣工した。
架設により大津と十勝太が直結され、地域間交通の円滑化、地域の漁業や物流面の効果などが期待されている。
本橋の完成に先立って、1992年11月2日に旅来渡船は廃止された。

## 仕様
- 上部構造主径間部（中央365m）：3径間連続有ヒンジPCラーメン箱桁[1]
- 上部構造側径間部（右岸189.9mおよび左岸183.9m×2）：3径間連続PC箱桁[1]
- 下部構造 : 箱式RC橋台、小判型壁式RC橋橋脚[6]

## 十勝沖地震
2003年の平成15年十勝沖地震で主橋梁と側橋梁が約80cmずれた他に、橋端部が陥没しジョイントも破損するなど被災してしまったため、オフセットした主桁の移動・損傷した橋台の補修・伸縮装置の交換等の復旧工事が翌年2004年に実施され復旧に至る。

## 関連記事
- 北海道地方の道路一覧